# Jimmy Garrison
James Emory "Jimmy" Garrison, född 3 mars 1934 i Miami, Florida, död 7 april 1976 i New York, var en amerikansk jazzmusiker (kontrabasist), mest känd för att ha spelat i en kvartett med John Coltrane, McCoy Tyner och Elvin Jones under 1960-talet. Han arbetade även bland annat med Ornette Coleman.